# لوحة بورتريه الطبيب غاشيه بريشة ڤان جوخ

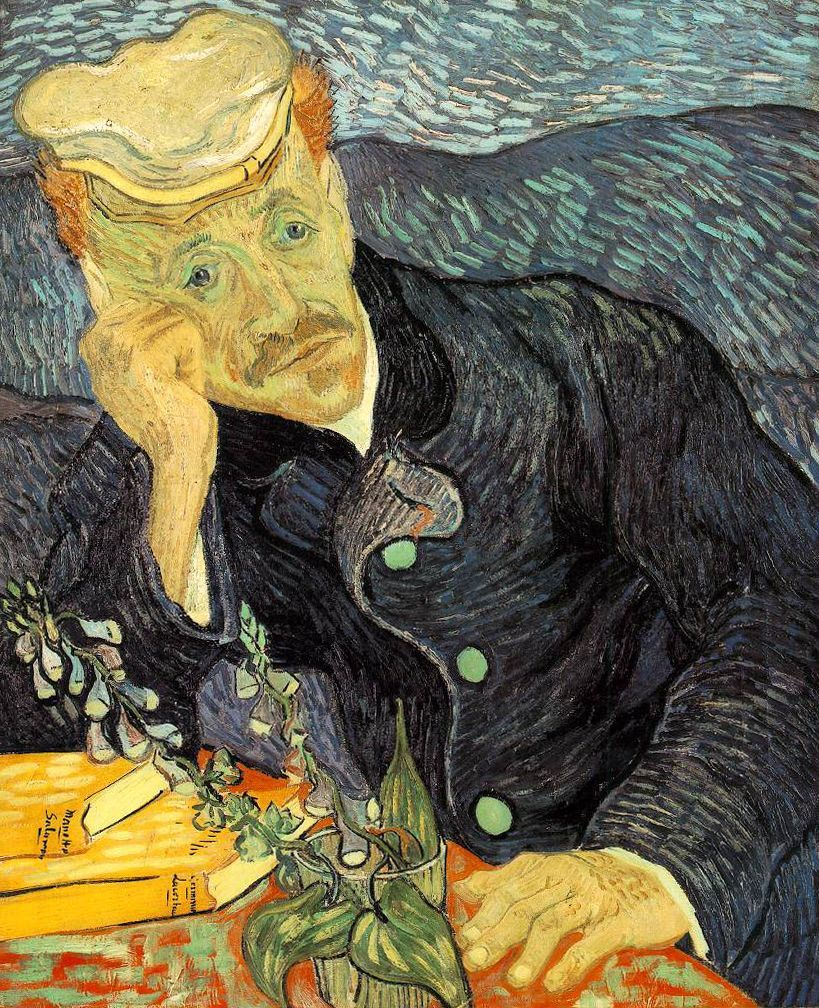
لوحة بورتريه الطبيب غاشيه

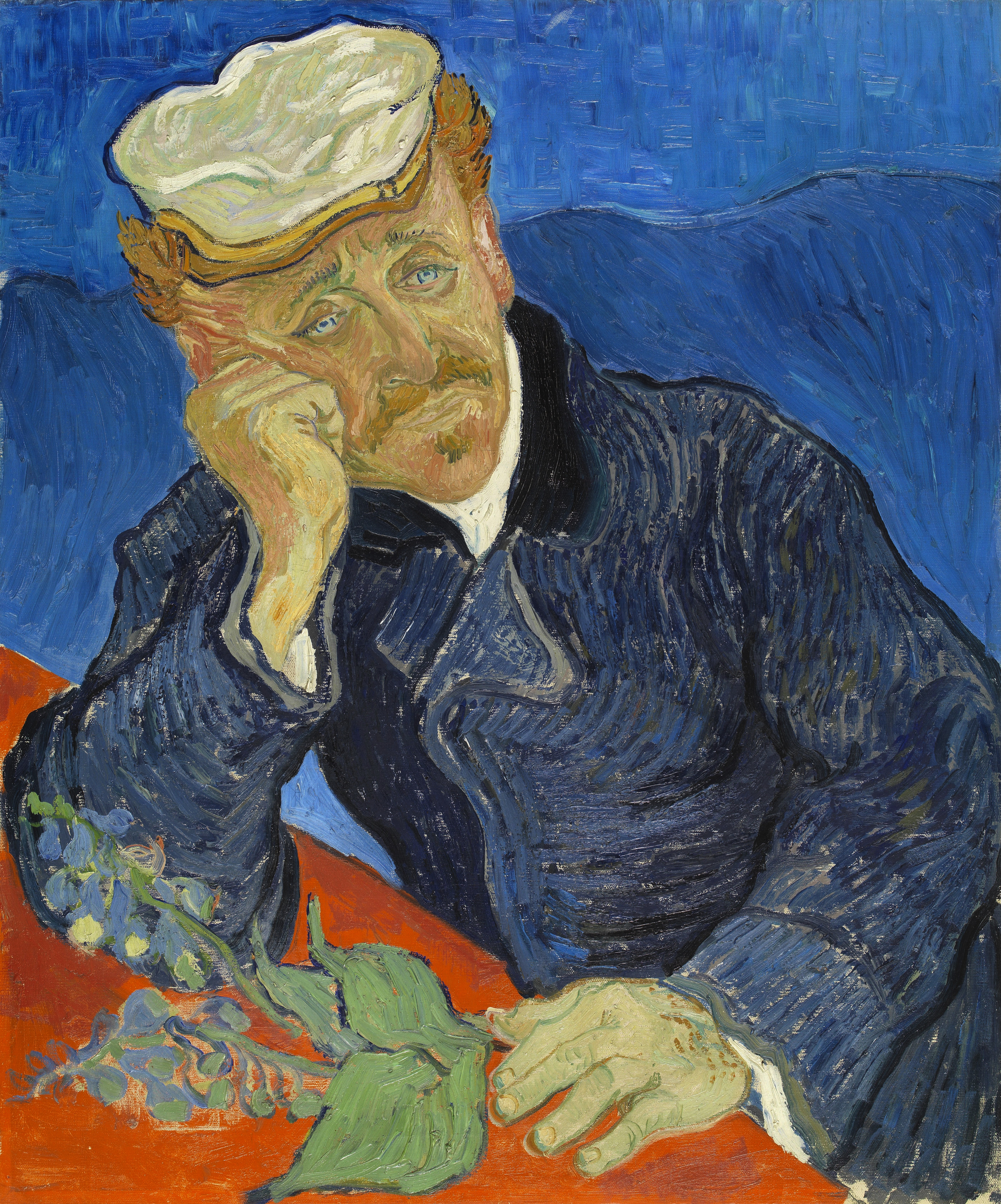
Vincent van Gogh - Dr Paul Gachet - Google Art Project

تعد لوحة البورتريه التي تجسد طبيب الفنان ڤان جوخ أحد أكثر اللوحات الفنية القيمة من بين أعمال فينسنت فان غوخ الأخرى. تصور اللوحة الدكتور بول غاشيه الذي اعتنى بڤان جوخ خلال آخر أشهر قضاها من عمره. ورسم ڤان جوخ نسخة أخرى لنفس العمل الفني بحيث أنهى اللوحتين في عام 1890 في أوڤير سور واز. كلا اللوحتين تصوران الدكتور غاشيه جالساً عند طاولة مسنداً رأسه على يده اليمنى وبالرغم من تشابه اللوحتين إلا أنه من السهل التمييز بينهما من ناحية اللون والأسلوب الفني. وفي عام 1990 حققت اللوحة الأولى سعراً قياسياً عند بيعها في مزاد أقيم بنيويورك حيث بلغ سعرها 82.5 مليون دولار (75 مليون دولار إضافة إلى 10% من عمولة المشتري).

## خلفية
قام ثيو أخو ڤان جوخ بالبحث عن بيت ليقيم به الفنان بعد خروجه من مستشفى الأمراض النفسية في عام 1890، وقد وافق ثيو على إرسال أخيه إلى بيت الطبيب غاشيه وسكن في المنزل الثاني للطبيب في أوفير وذلك بعد أن اقترح له كاميل بيسارو - أحد مرضى الطبيب السابقين - مضيفاً إلى أن الطبيب يهتم بالعمل مع الفنانين.
لم يكن انطباع ڤان جوخ بغاشيه في باديء الأمر جيداً حيث كتب رسالة إلى أخيه قائلاً: «لا أعتقد برأيي أنه يجب علينا الاعتماد على غاشيه، أولاً أرى بأنه مريض أكثر مني أو بالأحرى مثلي تماماً، وإذا كان الأعمى يقود أعمى كلاهما يسقط في الحفرة!». إلا إن الحال تغير بعد يومين من كتابة تلك الرسالة، فقد قام بإرسال رسالة أخرى إلى أخته ويلهلمينا يقول فيها: «لم أرَ في غاشيه سوى أخٍ حقيقي لي، يبدو لي أنني حصلت على أخٍ آخر، نحن نشبه بَعضنا كثيراً هيئة وعقلاً!»
خطرت لوحة «توركواتو تاسو في مستشفى المجانين» للفنان يوجين ديلاكوا في ذهن فان جوخ عدة مرات وبعد زيارته مع بول غوغان إلى مونبلييه لرؤية مجموعة ألفريد بروياس الفنية في متحف فابر أرسل فان جوخ إلى ثيو كي يسأله عما إذا كان بمقدوره العثور على نسخة من الطباعة الحجرية للوحة يوجين بعد رسمها حيث أنه وقبل ثلاثة أشهر ونصف كان يفكر فيها مثالاً على ذلك النوع من اللوحات التي لطالما أراد أن يرسمها: «ولكنني أريدها أكثر تناغماً من ذاك الذي حاول يوجين إبرازه في لوحة» تاسو في السجن«وغيرها من اللوحات الأخرى التي تمثل رجلاً في صورة واقعية آه بورتريه! أريد أن أجسد روح البورتريه في اللوحة، يجب أن أحقق ما أفكر به.»
كتب فان جوخ إلى شقيقته في عام 1890 عن لوحته الجديدة:
لقد انتهيت من رسم بورتريه السيد غاشيه التي توحي إلى التعبير عن حزن، وقد تعكس اللوحة في وجه الناظر تعبيراً مماثلاً لما هي عليه... حزينة ولكنها عظيمة، مذهلة وأنيقة وهذا ما يجب تحقيقه في العديد من البورتريهات. هنالك ثمة بورتريهات حديثة قد ننظر إليها لمدة طويلة وقد نعاود النظر إليها بشوق بعد مائة عام.

## تكوين
رسم فان جوخ غاشيه متكئاً على منضدة حمراء بكوعه الأيمن مسنداً رأسه على يده، وعلى سطح المنضدة كان هنالك كتابان بأغلفة صفراء وعشبة الكشاتبين الطبية التي تستخلص منها مواد تساعد على علاج بعض أمراض القلب، ولعله السبب الذي كان من أجله يستخدمها غاشيه بصفته طبيباً فيزيائياً.
كتب فان جوخ رسالة إلى بول غاوغين يصف فيها وجه الطبيب بـ«الوجه الحساس» الذي يحمل «التعبير الحزين في عصرنا» ووصف روبرت والاس «الوجه الحساس» على أنه نقطة تركيز البورتريه، كما وصف المعطف اللازوردي الذي يرتديه غاشيه على خلفية التلال الملونة بالأزرق الفاتح على أنه:«ملامح ذابلة ومُتعبة وعينان زرقاوان شفافتان تعكسان الحزن والشفقة التي يحملها الرجل». وقال فان جوخ بنفسه أن تعبير الحزن ذاك سيبدو وكأنه لمحة عبوس للعديد من مشاهدي اللوحة.
سعى فان جوخ ليرسم في تلك الأثناء «لوحة حديثة» حيث كتب إلى أخته «أريد أن أجعل من هذه اللوحة أن تكون الأفضل والأكثر إثارة من بين جميع الأعمال التي قمت بها!»
وتعليقاً على هذا الاقتباس، أشار الباحث جان هولسكر إلى أن "الأجيال القادمة لن تؤثر عليها البورتريه نفسياً فقط وإنما كونها أيضاً لوحة حديثة بحتة لا تقليدية على الإطلاق. وكتب فان جوخ أيضاً بأن "لوحة البورتريه التي رسمت فيها نفسي كانت تقريباً بنفس الأسلوب إلا أن الخلفية ملونة بالأزرق الصريح والملابس بالأزرق الأرجواني"، وقد يشير هذا الوصف إلى آخر لوحة رسمها لنفسه والتي تعود إلى شهر سبتمبر من العام الماضي.

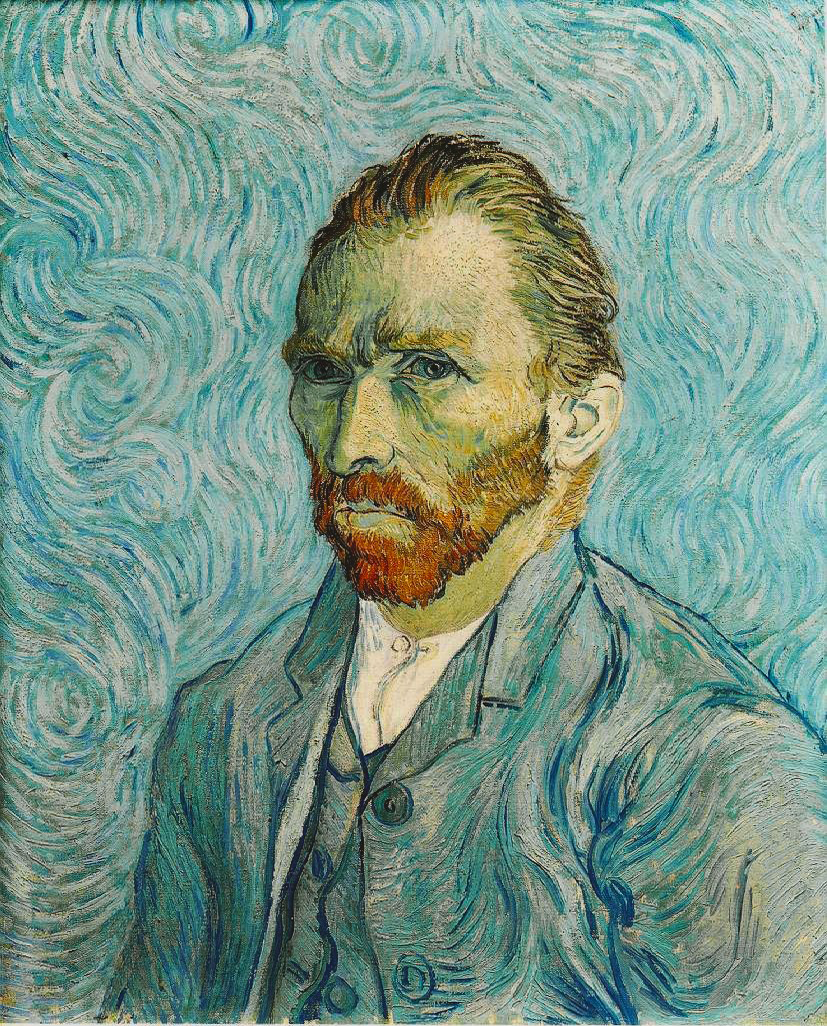
لوحة بورتريه فان جوخ

أرسل فان جوخ رسالة إلى ويلهلمينا بشأن بورتريهات «السيدة جينو» حيث رسم الأولى في آرلس عام 1988 وعاود رسمها في شهر فبراير عام 1890 أثناء إقامته في مستشفى سانت ريمي. وقام برسم المجموعة الثانية بعدما قام غوغين برسم بورتريه لنفس الشخصية، ووصف فان جوخ حماس غاشيه عندما قرر بعرض النسخة التي رسمها بداية ذاك العام والتي حملها الفنان معه إلى منزله في أوفير. ثام فان جوخ في وقت لاحق بنقل بعض العناصر التكوينية من لوحة «السيدة جينو» إلى لوحة «الطبيب غاشيه»، من ضمنها المنضدة والكتابان إضافة إلى هيئة الشخصية وهي مسندة رأسها على يد واحدة.

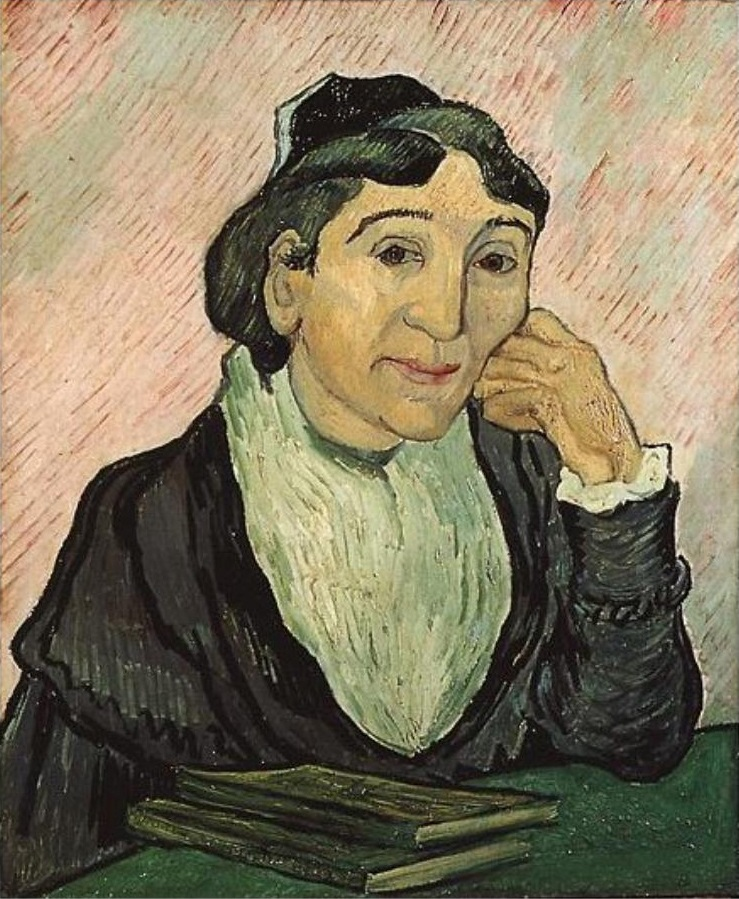
Vincent van Gogh - بورتريه السيدة جينو

## المعرض

### اللوحة الأولى
قامت زوجة أخ فان جوخ ببيع اللوحة الأولى في عام 1897 بمبلغ 300 فرانكات، حيث اشتراها لاحقاً بول كاسيرير (1904)، ثم ديروي (1910)، وفي عام 1911 احتفظ متحف ستاديل بفرانكفورت (ألمانيا) على اللوحة حيث بقت معلقة هناك في غرفة مخفية حتى عام 1933 وفي عام 1937 صادرت وزارة الرايخ للتنوير والدعاية العامة بمصادرة اللوحة كجزء من حملتها لتخليص ألمانيا مما يسمى بالفن المنحط. وبعد ذلك قام هيرمان جورينج عن طريق وكيله سيب أنجيرر ببيعها في باريس مع «لوحة محجر بيبيموس» للفنان سيزان ولوحة «حديقة دوبيغني» التي رسمها فان جوخ أيضاً. وفي عام 1939 نقل كونيغس اللوحة من باريس إلى متحف كينودلر في نيويورك، ثم اشترى اللوحة سيغفريد كرامارسكي حينما فر من لشبونة عام 1939 ووصل إلى نيويورك عام 1940 حيث انتهت اللوحة في عهدته ولطالما كان يستعير متحف ميتروبوليتان للفنون اللوحة منه. وفي 15 مايو عام 1990 عرضت أسرة كرامارسكي اللوحة في متحف في مزاد كريستيز بنيويورك حيث اشتهرت بها ريو سايتو الرئيس الفخري لشركة لصناعة الورق والتي دفعت 82.5 مليون دولاراً مقابل اللوحة مما جعلها أغلى لوحة في العالم. وبعد يومين اشترى سايتو لوحة «بال دو مولين دي لا غاليت» للفنان رينوار لما يقارب 78.1 مليون دولار أمريكي في شركة سوثيبي، وتسبب رجل الأعمال البالغ من العمر 75 عاماً بفضيحة لمدة وجيزة حينما قال أنه يود أن تحرق لوحة فان جوخ معه بعد وفاته، بيد أن مساعديه قالوا بأن تهديد سايتو بحرق اللوحة معه كان مجرد تعبير عن تعلقه الشديد باللوحة.
وعلى الرغم من أن سايتو قال في وقت لاحق بأنه سوف يسلم اللوحة للحكومة اليابانية أو متحف ما إلا أنه لم يتم نشر أي معلومات عن الموقع بالتحديد أو مالك اللوحة منذ وفاته عام 1996. وذكرت التقارير عام 2007 بأن اللوحة قد تم بيعها منذ عقد إلى مديرة صندوق الاستثمار النمساوي فولغانغ فلوتل وأفادت التقارير بأن فلوتل بدورها أُجبرت على بيع اللوحة بسبب وقوعها في انتكاسات مالية إلى أطراف لم تُعرف بعد.

### اللوحة النسخة
هنالك نسخة للوحة احتفظ بها غاشيه لنفسه وفي أوائل الخمسينات من القرن العشرين مع مجموعة الشخصية من لوحات ما بعد الانطباعية ثم انتقلت إلى جمهورية فرنسا عن طريق ورثته. ولطالما خضعت النسخة من حيث أصالتها إلى التدقيق وذلك نظراً إلى عدد من العوامل. كتب فان جوخ في رسالة أرسلها إلى ثيو في يونيو عام 1890 عن عمله بشأن البورتريه تضمنت... «كتاب أصفر وعشبة الشرابتين ذات أزهار بنفسجية» أما الرسالة التي كتبها لولهلمينا تضمنت «روايتان صفراوان وزهرة الشرابتين». وبالتالي بما أن الكتب الصفراء غير موجودة في النسخة فإن الحروف تشير بوضوح إلى اللوحة الأصلية. وكان غاشيه وابنه الذي يدعى بول أيضاً هواة للفن فبالإضافة إلى اللوحات الأصلية للمدرسة ما بعد الانطباعية كانا يقومان بإجراء نسخ لها ضمن مجموعة غاشيه الكبرى التي لم تتضمن أعمال فان جوخ فقط وإنما اشتملت أيضاً على أعمال مونيه ورنوار وسيزان أيضاً، جميع اللوحات التي تضمنت المجموعة أعلنت بنفسها من خلال التوقيع الذي يحمل اسماً مستعاراً «بول ولويس فان ريسل» بأنها نسخ، إلا أن تلك الممارسة جعلت من مجموعة غاشيه بأكملها محط شك بما في ذلك بورتريه الطبيب غاشيه. إضافة إلى ذلك، أشار بعض النقاد إلى الكم الهائل من اللوحات التي وُجدت في منزل فان جوخ في أوفير والتي توحي إلى أنه قام برسم حوالي ثمانين لوحة في سبعين يوماً وتساءلوا عما إذا كان قد رسمها جميعاً بنفسه.
واستجابة لهذه الاتهامات، قام متحف أورساي الذي يحمل النسخة الثانية من لوحة غاشيه، فضلاً عن الأعمال الأخرى التي كان يملكها الطبيب، بإقامة معرض لمجموعته السابقة في عام 1999. وبالإضافة إلى اللوحات التي رسمها فان جوخ والسادة ما بعد الانطباعيين، تم عرض أعمال غاشيه الأب والابن أيضاً. وقبل المعرض، خضعت ثمانية أعمال لكل من فان غوخ وسيزان وغاشيه للمقارنة عن طريق الأشعة تحت الحمراء، والأشعة فوق البنفسجية والتحليل الكيميائي وأظهرت الدراسات أن أصباغ لوحات فان جوخ تلاشت بشكل مختلف عن نسخ غاشيه وظهر أيضا أن لوحات غاشيه تم رسمها بالخطوط العريضة وكانت ممتلئة بالأصباغ، في حين كانت أعمال فان جوخ وسيزان مرسومة على قماش رسماً مباشراً، كما استخدم فان جوخ نفس نوع القماش الخام لجميع لوحاته في أوفيرز باستثناء لوحة "الكنيسة في أوفرز" (التي لم تكن موقع شك على الإطلاق). وبالإضافة إلى الأدلة العلمية، يقول المدافعون عن أصالة اللوحة أنه بينما تُعتبر نسخة البورتريه أقل جودة من العديد من أعمال فان جوخ في آرلس، إلا أنها تتفوق من ناحية التقنية على جميع أعمال غاشيه الأب والابن. وقد أشار الباحث الهولندي جي. بي. دي لا فييل في مخطوطته والذي قام بتجميع أول كتالوج شامل لأعمال فان جوخ في عام 1928، إلى "إننا نعتبر نسخة البورتريه ضعيفة جداً إذا ما قورنت بالأصل حيث أنها تفتقد "النظرة الحادة" التي تميز اللوحة الأصل. وقد اختلف محررو كتاب فييل الذين أشرفوا على تحرير الطبعة التي تعود لعام 1970 مشيرين إلى أنهم لم يوافقوا على تقييمه وأنهما يعتبران اللوحتين ذات جودة عالية.

## فن الطباعة بالنقش
بعدما تعرف فان جوخ على فن الطباعة بالنقش عن طريق غاشيه، قام برسم بورتريه الطبيب غاشيه في عام 1890 بنفس الأسلوب الفني. وقد تناقشا فان جوخ وغاشيه بشأن رسم مجموعة من الأعمال الفنية بالطباعة بالنقش استناداً بالأساليب الفنية التي انتشرت في جنوب فرنسا حينئذٍ، إلا أن ذلك لم يحدث قط، فقد كانت تصنف لوحة غاشيه الأولى والوحيدة التي استخدم فيها ذلك الأسلوب الفني والتي كانت تعرف أيضاً باسم «رجل يدخن سيجارة» وقد شعر ثيو أخو فان جوخ بالذهول تجاه أسلوب النقش وصفه على أنه «نقشُُ لرسام حقيقي عن جدار حيث لا يوجد تهذيب للوحة أثناء تنفيذ العمل، فقط رسم على المعدن» وتعد هيئة الشخصية مختلفة في هذه اللوحة عن تلك التي يملكها متحف أورسيه. ويرى المتحف الوطني في كندا بأن «الموجات الخطية المنتشرة في لوحات فان جوخ تمثل نموذجاً لأسلوب الجودة التعبيرية الذي يميز أسلوب فان جوخ الأخير».